# Kazimierz Ustrzycki
Kazimierz Ustrzycki herbu Przestrzał (ur. 1758 przypuszczalnie we Wróblewicach koło Drohobycza (dziś na Ukrainie), zm. 1 października 1786 w tychże Wróblewicach) – polski poeta i satyryk.
Syn Bogusława Augustyna Ustrzyckiego z Uniechowa, kasztelana inowłodzkiego i Siemianowskiej, brat pamiętnikarki  Urszuli i jej pierwszy nauczyciel, siostrzeniec  Andrzeja Mokronowskiego. Kształcił się w Collegium Nobilium w Warszawie i w podróżach do Włoch i Austrii. W 1778 roku był posłem na Sejm z Inflant. Uczestnik obiadów czwartkowych i szambelan króla  Stanisława Augusta. Był wolnomularzem, członkiem loży Bouclier du Nord à l’Orient de Varsovie. W roku 1781 został odznaczony Orderem św. Stanisława, a w r. 1784 został radcą Rady Nieustającej. Wskutek śmierci ojca 14 grudnia 1784 odziedziczył rodzinne Wróblewice, które przegrał w karty, a wkrótce potem zmarł. Pochowany został na cmentarzu w bliskich Wróblewicom  Rychcicach uczczony  kolumną pośród starych lip. 
Za życia korespondował ze Stanisławem Trembeckim i Wojciechem Mierem, przyjaźnił się ze Stanisławem Kostką Potockim i Tomaszem Kajetanem Janem Węgierskim.  Był też członkiem  Arkadii w której nosił imię pasterskie: Ermeno Etocleo.

## Twórczość
Już we wczesnej młodości pisał wiersze satyryczne.
- Stanislao Augusto Rege Poloniae ae Magno Duce Lithuaniae Domino Clementissimo e maximis vitae periculis divinitus liberato. Oratio in Collegio Nobilium. Varsavianensi Schol. Piar. a... ejusdem Colegii alumno, mensae Januario anno 1772 habita., Warszawa 1772.
- Głos JW.JMPana ... posła inflanckiego, na sesji sejmowej dnia 26 października 1778 roku w Izbie Poselskiej miany., październik  1778.
- Hymn na stuletnią obronę Wiednia. na Wikiźródłach napisany w r. 1783.
- Do ojczyzny (wiersz)[8]
- Bankiet Apollina [9]

Kazimierz Ustrzycki był również autorem licznych listów do rodziców, Stanisława Kostki Potockiego, zachował się też jeden list do Stanisława Augusta i odpowiedź. 